# غرب لندن
غرب لندن هو الجزء الغربي من لندن، إنجلترا، غرب مدينة لندن، وتمتد إلى حدود لندن الكبرى.